# Xylopteryx bifida
Xylopteryx bifida là một loài bướm đêm trong họ Geometridae.